# Jacqueline Boyer
Jacqueline Boyer (Pariz, 23. travnja 1941. kao Jacqueline Ducos), francuska pjevačica i glumica. Kćer je Jacquesa Pillsa i Lucienne Boyer. 1960. je predstavljala Francusku na Pjesmi Eurovizije s pjesmom  "Tom Pillibi", te pobijedila. Pjesmu je komponirao André Popp, a riječi je napisao Pierre Cour.